# SoltyRei
SoltyRei (ソルティレイ?, SorutiRei) è una serie animata in 24 episodi realizzata nel 2005 dagli studi Gonzo e AIC.

## Trama
Da 12 anni Roy Revant ha un solo obiettivo: ritrovare la figlia Rita, perduta durante l'incidente noto come Blast Fall. Dopo aver promesso di ritrovarla al capezzale della moglie Sara, Roy si lancia in un'indagine privata che gli costa la carriera in polizia. Trova lavoro come cacciatore di taglie per l'agenzia della sua amica Miranda Maverick, che dopo aver perso il marito nell'incidente cresce da sola la figlia Kasha.
Roy abita in un palazzo di proprietà di Miranda. Nel suo appartamento, troppo spazioso per una persona sola, consuma pasti frugali e si rilassa ascoltando la musica di un vecchio giradischi, melanconico ricordo del tempo in cui aveva una famiglia. Le abitudini di Roy sono però destinate a cambiare radicalmente con l'arrivo di Solty, una ragazza che sembra aver perduto la memoria e dimostra capacità fuori dal comune.
Mentre il cielo notturno continua ad essere sovrastato dall'Aurora Shell,  letale scudo magnetico simile ad un'aurora boreale, la sezione 7 è impegnata a contrastare le azioni dei fratelli Anderson (Rose, Larry, Andy) e di chiunque si opponga al potere della onnipresente RUC (Reestablishment Universe Committee), un organismo che controlla tutti gli aspetti della vita della città e produce i resemble, protesi cibernetiche rivelatesi utili dopo il primo Blast Fall. Dotate di armature potenziate, i 4 membri della squadra, Silvia, Accela, Integra e Celica rispondono direttamente ad Ashley, il direttore esecutivo RUC, costituendo il braccio armato di un potere invasivo ma destinato ad essere scosso dalle fondamenta dagli emarginati di cui gli Anderson si fanno paladini.

## Personaggi
Roy Revant
Protagonista.
Solty
Comparsa improvvisamente nella vita di Roy, Solty assumerà il cognome Revant dopo la registrazione come competente.
Miranda Maverick
Amica di Roy.
Kasha Maverick
Figlia di Miranda, frequenta ancora la scuola.
Yuto K Steel
Ricercatore per la RUC, dopo essere stato licenziato dal laboratorio in cui lavorava finisce all'agenzia Maverick. È un vero e proprio fan di Solty.
Rita Revant
La figlia di Roy, scomparsa in tenera età durante il Blast Fall
Sara Revant
La moglie di Roy, morta per malattia.

### Anderson
Rose Anderson
Contraria alla divisione fra cittadini registrati (competenti) e non registrati (incompetenti), Rose lotta insieme ai fratelli per ridare dignità a questi ultimi. Il furto è la sua specialità, e la RUC il suo bersaglio preferito.
Larry Anderson
Il più grande dei fratelli Anderson, Larry è la mente del gruppo. Se necessario, non esita a sporcarsi le mani.
Andy Anderson
Specialista nella violazione di sistemi informatici, Andy è molto legato a Rose.

### RUC e Sezione 7

#### Silvia Ban
Combattiva e decisa, Silvia ha una fiducia estrema in Ashley, di cui finisce per innamorarsi. Diventerà molto amica di Kasha, che la definirà come un'adulta che si comporta spesso come una bambina. La ladra Rose è l'avversaria naturale di Silvia, mentre la sua specialità è il combattimento corpo a corpo.

#### Integra Martel
Integra coordina le Proceed della sezione 7. Nel tempo libero adora fare shopping.

#### Celica Yayoi
Allegra ma spesso svogliata sul lavoro, Celica è il tiratore scelto della squadra. Ha perduto la sorella e appena ha un momento libero porge omaggio alla sua tomba. È molto amica di Accela, e nonostante atteggi spensieratezza e attaccamento al lavoro per solo interesse ha un forte senso della giustizia e un forte attaccamento alla squadra.

#### Accela Warrick
Accela Warrick è la Proceed più dotata della Sezione 7, selezionata per un misterioso progetto. Estremamente sensibile, diventerà amica di Solty, ed è alla perenne ricerca dei suoi genitori scomparsi durante il Blast Fall. È specialista nelle indagini informatiche.

#### Ashley Links
Ashley è il direttore esecutivo della RUC. Freddo e distaccato con i sottoposti, non riesce a superare il proprio oscuro passato. Il suo corpo è quasi integralmente costituito da Resemble.

### Altri personaggi
Josef
Josef vive in un deserto lontano dalla città. Ha competenze ingegneristiche avanzate ed è in grado di riparare androidi.
Eunomia, Eirene e Dike
Insieme, Eunomia, Eirene e Dike costituiscono il sistema informatico di supervisione e controllo delle attività cittadine dotato di autocoscienza.
Irene Haze
La migliore amica di Rose, venne uccisa sotto i suoi occhi insieme ai suoi genitori otto anni prima degli eventi narrati.
John Kimberlin
Un killer specialista nell'omicidio di cittadini non registrati.
Hou Chuu
Chu è un dinamitardo arrestato da Roy quando ancora era nella polizia, ma subito dopo che perse la figlia. Durante la sua cattura, Roy sparò per dodici volte al suo braccio destro, rendendolo inservibile.
Jeremy Kolbel
Ricercatrice amica di Yuto, Jeremy conduce segretamente esperimenti per lo sfruttamento dei fulmini come fonte di energia che potrebbero minare il monopolio della RUC.

## Dettagli
- In una dissolvenza al termine del secondo episodio, un fotogramma sovrapposto svela parte dello svolgimento futuro della trama.[5]
- Esistono due versioni della sigla di apertura: una in cui appare immediatamente Rose (dall'episodio 8) e l'altra in cui è assente.
- Nel 9º episodio, sulla tomba di Sara si legge "Sara Levant" al posto di "Revant".

## Episodi
| Nº  | Giapponese 「Kanji」 - Rōmaji                                                      | In onda          | In onda |
| Nº  | Giapponese 「Kanji」 - Rōmaji                                                      | Giapponese       |         |
| 1   | 「オーロラの降る街」 - Ōrora no Furu Machi                                         | 6 ottobre 2005   |         |
| 2   | 「新しい朝.」 - Atarashii Asa                                                      | 13 ottobre 2005  |         |
| 3   | 「青の少女」 - Ao no Shōjo                                                         | 20 ottobre 2005  |         |
| 4   | 「friend」                                                                         | 27 ottobre 2005  |         |
| 5   | 「ウォーターサイド·パニック」 - Wōtāsaido Panikku                                  | 3 novembre 2005  |         |
| 6   | 「愛娘(まなむすめ)」 - Manamusume                                                  | 10 novembre 2005 |         |
| 7   | 「小悪魔の訪問」 - Koakuma no Hōmon                                                | 17 novembre 2005 |         |
| 8   | 「リベンジ」 - Ribenji                                                             | 24 novembre 2005 |         |
| 9   | 「乙女達の休日」 - Otometachi no Kyūjitsu                                          | 1º dicembre 2005 |         |
| 10  | 「トレジャー&レスキュー」 - Torejā & Resukyū                                       | 8 dicembre 2005  |         |
| 11  | 「バースデーゲーム」 - Bāsudē Gēmu                                                 | 15 dicembre 2005 |         |
| 12  | 「決着の果てに-na-mi-da-」 - Kechaku no Hateni -na-mi-da-                          | 12 gennaio 2006  |         |
| 13  | 「distance(すれ違い)」 - Surechigai                                                | 19 gennaio 2006  |         |
| 14  | 「心覆う闇のために...」 - Kokoro Ōu Yami no Tameni...                              | 26 gennaio 2006  |         |
| 15  | 「たどり着いた場所」 - Tadoritsuita Basho                                          | 2 febbraio 2006  |         |
| 16  | 「冗談です, 半分」 - Jōdan Desu, Hanbun                                            | 9 febbraio 2006  |         |
| 17  | 「LADY(レディー)」 - Redī                                                          | 23 febbraio 2006 |         |
| 18  | 「おかえりなさい」 - Okaerinasai                                                   | 2 marzo 2006     |         |
| 19  | 「全員集合!」 - Zenin Shōgō!                                                       | 9 marzo 2006     |         |
| 20  | 「訪レル災い」 - Otozureru Wazawai                                                 | 16 marzo 2006    |         |
| 21  | 「真実の刻」 - Shinjitsu no Toki                                                   | 23 marzo 2006    |         |
| 22  | 「わたしと彼女と, 少女の思い」 - Watashi to Kanojo to, Shōjo no Omoi               | 30 marzo 2006    |         |
| 23  | 「Farewell Message(最後のコトバ)」 - Saigo no Kotoba                               | 30 marzo 2006    |         |
| 24  | 「これから」 - Korekara                                                            | 30 marzo 2006    |         |
| OAV | 「すれ違うキモチで, 想い合うココロで.」 - Surechigau Kimochi de, Omoi Au Kokoro de | 26 luglio 2006   |         |

## Colonna sonora
- clover di meg rock (apertura)
- Float ~ Sora no Kanata de di Tomoe Omohi (chiusura)